# Rúben Semedo
Rúben Afonso Borges Semedo (ur. 4 kwietnia 1994 w Amadorze) – portugalski piłkarz, występujący na pozycji obrońcy w katarskim klubie Al-Duhail SC..

## Kariera klubowa
Na samym początku piłkarskiej kariery bronił barw juniorskich zespołów SG Sacavenense i CF Benfica, skąd w wieku 16 lat przeniósł się do słynnej akademii piłkarskiej stołecznego Sportingu. Na debiut w drużynie seniorskiej czekał do 20 października 2013 roku (zagrał w wygranym 8:1 meczu Pucharu Portugalii z SC Alba). Zanim przebił się do jej składu na stałe, w międzyczasie występował w zespole rezerw i na wypożyczeniach w hiszpańskim trzecioligowcu Reus Deportiu oraz ligowym rywalu Leões (Lwów), Vitórii Setúbal.
Miejsce w wyjściowej jedenastce klubu z Estádio José Alvalade wywalczył sobie na stałe w sezonie 2015/2016. W tej i następnej kampanii rozegrał w sumie 47 spotkań (38 w Lidze NOS, dwa w Taça de Portugal, jeden w Lidze Europy i sześć w Lidze Mistrzów), nie zdobył żadnej bramki. Ze Sportingiem wywalczył srebrny i brązowy medal mistrzostw kraju, w 2015 r. triumfował w Supertaça Cândido de Oliveira (Superpucharze Portugalii).
7 czerwca 2017 r. Semedo został zawodnikiem hiszpańskiego potentata Villarreal CF. Kwota transferu wyniosła 14 milionów euro. 25 sierpnia zadebiutował w Primera División w przegranym 3-0 spotkaniu z Real Sociedad. Miesiąc później nowym szkoleniowcem Villarreal został Javier Calleja, u którego Semedo grał niewiele, a dodatkowo w grudniu doznał poważnej kontuzji, która wymagała poddania się operacji.
Dodatkowo w styczniu 2018 ogłoszono, że Semedo stanie przed sądem ze względu na bójkę w barze w Walencji, do której doszło w listopadzie 2017 roku. Portugalczyk miał między innymi wymachiwać bronią i grozić uczestnikom bójki. 20 lutego 2018 został znów aresztowany w związku z kolejnym wydarzeniem z jego udziałem. Semedo wraz z dwoma innymi mężczyznami miał porwać i torturować innego mężczyznę w swoim domu, a następnie okraść mieszkanie ofiary. Został oskarżony o porwanie i usiłowanie morderstwa. W areszcie tymczasowym spędził 141 dni, a opuścił go 13 lipca 2018 roku po wpłaceniu kaucji w wysokości 30 tysięcy Euro.
Tydzień później beniaminek Primera División - SD Huesca zdecydowała się wypożyczyć zawodnika z Villarreal. Po zaledwie pół roku Huesca zdecydowała się zakończyć wypożyczenie, a Semedo wrócił do Portugalii na wypożyczenie do klubu Rio Ave FC.
25 czerwca 2019 roku został nowym piłkarzem Olympiakosu. Już w pierwszym sezonie zdobył mistrzostwo Grecji oraz puchar kraju. Latem 2020 roku był łączony z przenosinami do Wolverhampton Wanderers F.C., jednak brytyjski Home Office odmówił wydania mu pozwolenia na pracę ze względu na jego kryminalną przeszłość. 
30 sierpnia 2021 roku został aresztowany po raz kolejny, tym razem w związku z oskarżeniami 17-letniej kobiety o gwałt. Ostatecznie gracz został zwolniony kilka dni później po wpłaceniu kaucji w wysokości 10 tysięcy euro. 

## Kariera reprezentacyjna
W 2017 roku Semedo znalazł się w kadrze na Mistrzostwa Europy U-21.  7 października 2020 roku zadebiutował w seniorskiej kadrze Portugalii w zremisowanym 0-0 spotkaniu towarzyskim z Hiszpanią.